# Макензи Кинг

Остров Макензи Кинг (на английски: Mackenzie King) е 20-ият по големина остров в Канадския арктичен архипелаг. със своите 5048 км2 островът се нарежда на 26-о място в Канада и на 115-о в света. Административно островът се намира в Северозападните територии на Канада, като съвсем малка част, в най-североизточната част, източно от 110° з.д. в територия Нунавут. островът е необитаем.
Остров Макензи Кинг се намира в северозападната част на архипелага, като на север протока Уилкинс (ширина 18 км) го отделя от остров Борден, а на запад тесен, едва 6 км безименен проток – от остров Брок. Протока Балантайн отделя на югозапад острова от остров Принц Патрик, а на юг широкия проток Хейзен – от остров Мелвил.
Бреговата линия на острова с дължина 444 км е слабо разчленена, като само на източното крайбрежие има един по-голям залив. Дължината му от североизток на югозапад е 97 км, ат северозапад на югоизток – 76 км. Релефът е предимно равнинен и слабохълмист в северната част като максималната височина на острова е едва 125 м н.в. Има множество къси реки.
На 19 юни 1915 канадският полярен изследовател Вилялмур Стефансон открива югозападното крайбрежие на острова и го назовава Борден, на името на тогавашния премиер-министър на Канада Робърт Борден (1854-1937). Чак през 1947 канадски изследователи установяват, че открития от Стефансон остров се състои от три отделни острова, на които дават имената Брок, Борден и Макензи Кинг, като последният, най-големия от трите е кръстен на новия премиер-министър на Канада Уилям Лайон Макензи Кинг (1874-1950)
|  | Тази страница частично или изцяло представлява превод на страницата Mackenzie King Island в Уикипедия на английски. Оригиналният текст, както и този превод, са защитени от Лиценза „Криейтив Комънс – Признание – Споделяне на споделеното“, а за съдържание, създадено преди юни 2009 година – от Лиценза за свободна документация на ГНУ. Прегледайте историята на редакциите на оригиналната страница, както и на преводната страница, за да видите списъка на съавторите. ВАЖНО: Този шаблон се отнася единствено до авторските права върху съдържанието на статията. Добавянето му не отменя изискването да се посочват конкретни източници на твърденията, които да бъдат благонадеждни. |